# DN55
De DN55 (Drum Național 55 of Nationale weg 55) is een weg in Roemenië. Hij loopt van Craiova via Bechet naar de Donau, waarover een veerpont naar Orjachovo in Bulgarije vaart. De weg is 71 kilometer lang.